# Coupe de république démocratique du Congo de football 2018
Navigation
Saison précédente Saison suivante
La Coupe du Congo 2018 est la 54e édition de la Coupe du Congo, une compétition de football à élimination directe en RD Congo.

## Tours préliminaires provinciaux
Pour les qualifications voir les références:

### Bukavu

#### Groupe A
| Rang | Équipe   | Pts | J | G | N | P | Bp | Bc | Diff |  | Résultats (▼ dom., ► ext.) | Nyu | Nik | Uvi | Nko |
| ---- | -------- | --- | - | - | - | - | -- | -- | ---- |  | -------------------------- | --- | --- | --- | --- |
| 1    | AS Nyuki | 9   | 3 | 3 | 0 | 0 | 6  | 0  | +6   |  | AS Nyuki                   |     | 2-0 | 1-0 | 3-0 |
| 2    | AS Nika  | 4   | 3 | 1 | 1 | 1 | 4  | 3  | +1   |  | AS Nika                    | 0-2 |     | 1-1 | 3-0 |
| 3    | TP Uvira | 4   | 3 | 1 | 1 | 1 | 4  | 4  | 0    |  | TP Uvira                   | 0-1 | 1-1 |     | 3-2 |
| 4    | AC Nkoy  | 0   | 3 | 0 | 0 | 0 | 2  | 9  | -7   |  | AC Nkoy                    | 0-3 | 0-3 | 2-3 |     |

#### Groupe B
| Rang | Équipe            | Pts | J | G | N | P | Bp | Bc | Diff |  | Résultats (▼ dom., ► ext.) | Bud | Eki |
| ---- | ----------------- | --- | - | - | - | - | -- | -- | ---- |  | -------------------------- | --- | --- |
| 1    | OC Bukavu Dawa    | 4   | 2 | 1 | 1 | 0 | 2  | 1  | +1   |  | OC Bukavu Dawa             |     | 2-1 |
| 2    | FC Etoile du Kivu | 1   | 2 | 0 | 1 | 1 | 1  | 2  | -1   |  | FC Etoile du Kivu          | 0-0 |     |

### Kasaï-Katanga

#### Kasaï-Occidentale

##### Groupe A
| Rang | Équipe      | Pts | J | G | N | P | Bp | Bc | Diff |  | Résultats (▼ dom., ► ext.) | Mal | Kas | Tsh | Efo |
| ---- | ----------- | --- | - | - | - | - | -- | -- | ---- |  | -------------------------- | --- | --- | --- | --- |
| 1    | AS Malole   | 0   | 0 | 0 | 0 | 0 | 0  | 0  | 0    |  | AS Malole                  |     |     |     |     |
| 2    | AC Kasaï    | 0   | 0 | 0 | 0 | 0 | 0  | 0  | 0    |  | AC Kasaï                   |     |     |     |     |
| 3    | AS Tshimayi | 0   | 0 | 0 | 0 | 0 | 0  | 0  | 0    |  | AS Tshimayi                |     |     |     |     |
| 4    | AS EFOKAN   | 0   | 0 | 0 | 0 | 0 | 0  | 0  | 0    |  | AS EFOKAN                  |     |     |     |     |

##### Groupe B
| Rang | Équipe        | Pts | J | G | N | P | Bp | Bc | Diff |  | Résultats (▼ dom., ► ext.) | Stl | OCK | Tvt | Kal |
| ---- | ------------- | --- | - | - | - | - | -- | -- | ---- |  | -------------------------- | --- | --- | --- | --- |
| 1    | AS Saint Luc  | 3   | 3 | 1 | 0 | 0 | 5  | 1  | +4   |  | AS Saint Luc               |     |     | 5-1 |     |
| 2    | OCK           | 0   | 0 | 0 | 0 | 0 | 0  | 0  | 0    |  | OCK                        |     |     |     |     |
| 3    | TV Tshipepele | 0   | 0 | 0 | 0 | 0 | 0  | 0  | 0    |  | TV Tshipepele              | 1-5 |     |     |     |
| 4    | AS Kalala     | 0   | 0 | 0 | 0 | 0 | 0  | 0  | 0    |  | AS Kalala                  |     |     |     |     |

##### Demi finales
Les demi finales se joue le 30 Mars 2018
| Club recevant | Score | Club visiteur |
| ------------- | ----- | ------------- |
| AS Malole     | -     | TV Tshipepele |
| AS Saint-Luc  | 2 - 0 | OCK           |

##### Finale
| Finale                                     | AS Malole   | nul                                        | AS Saint-Luc |  |
| 1er avril 2018                             |             |                                            |              |  |
| Réussi · Réussi · Réussi · Réussi · Manqué | Tirs au but | Réussi · Réussi · Réussi · Réussi · Réussi |              |  |

#### Kasaï Orientale
| Rang | Équipe           | Pts | J | G | N | P | Bp | Bc | Diff |  | Résultats (▼ dom., ► ext.) | Ban | OCM | Stt | Mbs | Jsm |
| ---- | ---------------- | --- | - | - | - | - | -- | -- | ---- |  | -------------------------- | --- | --- | --- | --- | --- |
| 1    | AS Bantous       | 12  | 4 | 4 | 0 | 0 | 9  | 2  | +7   |  | AS Bantous                 |     | 2-1 | 2-0 | 2-1 | 3-0 |
| 2    | Olympic Club     | 5   | 4 | 1 | 2 | 1 | 4  | 4  | 0    |  | Olympic Club               | 1-2 |     | 1-1 | 0-0 | 3-2 |
| 3    | CS Saint Thomas  | 4   | 4 | 1 | 1 | 2 | 4  | 7  | -3   |  | CS Saint Thomas            | 0-2 | 1-1 |     | 2-1 | 1-3 |
| 4    | OC Mbongo Sports | 4   | 4 | 1 | 1 | 2 | 3  | 4  | -1   |  | OC Mbongo Sports           | 1-2 | 0-0 | 2-1 |     | 1-0 |
| 5    | JSM              | 3   | 4 | 1 | 0 | 3 | 5  | 8  | -3   |  | JSM                        | 0-3 | 2-3 | 3-1 | 0-1 |     |

#### Katanga
Ce groupe se joue au Stade Manika à Kolwezi
| Date    | Club recevant       | Score         | Club visiteur    |
| ------- | ------------------- | ------------- | ---------------- |
| Mars    | Aigles de Joli Site | 1-0           | RC Katanga Stars |
| Mars    | RC Katanga Stars    | 0-1           | FC Kilimandjaro  |
| 24 Mars | Aigles de Joli Site | 0-0 (5-4 tab) | FC Kilimandjaro  |

#### Play offs
| Rang | Équipe              | Pts | J | G | N | P | Bp | Bc | Diff |  | Résultats (▼ dom., ► ext.) | Ban | AJS | Tsh Stl |
| ---- | ------------------- | --- | - | - | - | - | -- | -- | ---- |  | -------------------------- | --- | --- | ------- |
| 1    | AS Bantous          | 6   | 2 | 2 | 0 | 0 | 3  | 0  | +3   |  | AS Bantous                 |     | 1-0 | 2-0     |
| 2    | Aigles de Joli Site | 3   | 2 | 1 | 0 | 1 | 6  | 2  | +4   |  | Aigles de Joli Site        | 0-1 |     | 6-1     |
| 3    | AS Saint-Luc        | 0   | 2 | 0 | 0 | 2 | 1  | 8  | -7   |  | AS Saint-Luc               | 0-2 | 1-6 |         |

### Kinshasa

#### Groupe A
| Rang | Équipe               | Pts | J | G | N | P | Bp | Bc | Diff |  | Résultats (▼ dom., ► ext.) | JSK | Kpe | Bom | Maz |
| ---- | -------------------- | --- | - | - | - | - | -- | -- | ---- |  | -------------------------- | --- | --- | --- | --- |
| 1    | JS Kinshasa          | 9   | 3 | 3 | 0 | 0 | 16 | 4  | +12  |  | JS Kinshasa                |     | 9-2 | 4-1 | 3-1 |
| 2    | FC Kungu Pemba       | 6   | 3 | 2 | 0 | 1 | 10 | 9  | +1   |  | FC Kungu Pemba             | 2-9 |     | 7-0 | 1-0 |
| 3    | AS Bomongo           | 3   | 3 | 1 | 0 | 2 | 3  | 11 | -8   |  | AS Bomongo                 | 1-4 | 0-7 |     | 2-0 |
| 4    | TP Mazembe Kasangulu | 0   | 3 | 0 | 0 | 3 | 1  | 6  | -5   |  | TP Mazembe Kasangulu       | 1-3 | 0-1 | 0-2 |     |

#### Groupe B
| Rang | Équipe         | Pts | J | G | N | P | Bp | Bc | Diff |  | Résultats (▼ dom., ► ext.) | Ren | Mol | MK  |
| ---- | -------------- | --- | - | - | - | - | -- | -- | ---- |  | -------------------------- | --- | --- | --- |
| 1    | FC Renaissance | 4   | 2 | 1 | 1 | 0 | 3  | 1  | +2   |  | FC Renaissance             |     | 3-1 | 0-0 |
| 2    | TP Molunge     | 3   | 2 | 1 | 0 | 1 | 4  | 5  | -1   |  | TP Molunge                 | 1-3 |     | 3-2 |
| 3    | FC MK          | 1   | 2 | 0 | 1 | 1 | 2  | 3  | -1   |  | FC MK                      | 0-2 | 0-0 |     |

### Kongo Central
| Rang | Équipe               | Pts | J | G | N | P | Bp | Bc | Diff |  | Résultats (▼ dom., ► ext.) | Mak | Alb | Nge | Hea | BMS | Vet |
| ---- | -------------------- | --- | - | - | - | - | -- | -- | ---- |  | -------------------------- | --- | --- | --- | --- | --- | --- |
| 1    | TP Mazembe Kasangulu | 12  | 5 | 4 | 0 | 1 | 3  | 2  | +1   |  | TP Mazembe Kasangulu       |     | 1-2 | 2-0 | inc | inc | inc |
| 2    | FC Albino d'Inkisi   | 10  | 5 | 3 | 1 | 1 | 3  | 2  | +1   |  | FC Albino d'Inkisi         | 2-1 |     | inc | 1-1 | inc | inc |
| 3    | FC Ngenge            | 3   | 5 | 1 | 1 | 0 | 2  | 2  | 0    |  | FC Ngenge                  | 0-2 | inc |     | inc | 2-0 | inc |
| 4    | FC Heaven            | 1   | 5 | 0 | 1 | 1 | 1  | 2  | -1   |  | FC Heaven                  | inc | 1-1 | inc |     | inc | 0-1 |
| 5    | FC BM Sport          | 0   | 5 | 0 | 0 | 2 | 0  | 3  | -3   |  | FC BM Sport                | inc | inc | 0-2 | inc |     | 0-1 |
|      | AS Veti Club dsq     | 0   | 5 | 0 | 0 | 0 | 0  | 0  | 0    |  | AS Veti Club               |     |     |     | 1-0 | 1-0 |     |

- inc : le score n'est pas connu
- dsq : Disqualifié

## Phase finale
Pour la phase finale de la Coupe du Congo la FECOFA a décidé de répartir les groupes par niveau entre autres ceux qui jouent la Ligue 1 et ceux qui sont dans les divisions inférieur chacun dans un groupe,.
Les équipes suivantes se sont qualifiées pour la phase finale des préliminaires provinciaux:
- Bukavu, Groupe A :  AS Nyuki (Butembo)
- Bukavu, Groupe B :  OC Bukavu Dawa (Bukavu)
- Séries éliminatoires au Kasaï-Katanga :  AS Bantous (Mbuji-Mayi)
- Kinshasa, Groupe A :  JS Kinshasa,  FC Kungu Pemba (Kikwit)
- Kinshasa, Groupe B :  FC Renaissance du Congo (Kinshasa)[6], TP Molunge (Mbandaka)
- Kongo Central :  FC Océan Pacifique (Mbuji-Mayi)

### Groupe A
À Mbuji-Mayi au Stade Kashala Bonzola
| Rang | Équipe         | Pts | J | G | N | P | Bp | Bc | Diff |  | Résultats (▼ dom., ► ext.) | JSK | Nyu | Kpe | Ban |
| ---- | -------------- | --- | - | - | - | - | -- | -- | ---- |  | -------------------------- | --- | --- | --- | --- |
| 1    | JS Kinshasa    | 7   | 3 | 2 | 1 | 0 | 8  | 2  | +6   |  | JS Kinshasa                |     | 1-1 | 4-0 | 3-1 |
| 2    | AS Nyuki       | 5   | 3 | 1 | 2 | 0 | 5  | 4  | +1   |  | AS Nyuki                   | 1-1 |     | 3-2 | 1-1 |
| 3    | FC Kungu Pemba | 3   | 3 | 1 | 0 | 2 | 4  | 8  | -4   |  | FC Kungu Pemba             | 0-4 | 2-3 |     | 2-1 |
| 4    | AS Bantous     | 1   | 3 | 0 | 1 | 2 | 3  | 6  | -3   |  | AS Bantous                 | 1-3 | 1-1 | 1-2 |     |

### Groupe B
À Kinshasa au Stade Tata Raphaël
| Rang | Équipe             | Pts | J | G | N | P | Bp | Bc | Diff |  | Résultats (▼ dom., ► ext.) | Ren | Mol | Bud | Opa |
| ---- | ------------------ | --- | - | - | - | - | -- | -- | ---- |  | -------------------------- | --- | --- | --- | --- |
| 1    | FC Renaissance     | 7   | 3 | 2 | 1 | 0 | 8  | 1  | +7   |  | FC Renaissance             |     | 4-0 | 1-1 | 3-0 |
| 2    | TP Molunge         | 6   | 3 | 2 | 0 | 1 | 5  | 7  | -2   |  | TP Molunge                 | 0-4 |     | 2-1 | 3-2 |
| 3    | OC Bukavu Dawa     | 4   | 3 | 1 | 1 | 1 | 3  | 3  | 0    |  | OC Bukavu Dawa             | 1-1 | 1-2 |     | 1-0 |
| 4    | FC Océan Pacifique | 0   | 3 | 0 | 0 | 3 | 2  | 7  | -5   |  | FC Océan Pacifique         | 0-3 | 2-3 | 0-1 |     |

### Demi-finale[8]
| 13 juillet 2018 | JS Kinshasa (EPFKIN) | 3-1     | TP Molunge (EUFMBA) | Stade Manika, Kolwezi |  |
| 14h00'(GMT)     |                      | (1 - 0) |                     |                       |  |

| 13 juillet 2018 | FC Renaissance (L1)                        | 1 - 1             | AS Nyuki (EUFBU)                           | Stade Manika, Kolwezi |  |
| 14h00'(GMT)     | 44' Jean-Pierre Nsimba                     | (1 - 1)           | 32'                                        |                       |  |
| 14h00'(GMT)     | Manqué · Réussi · Réussi · Manqué · Manqué | Tirs au but 2 - 4 | Réussi · Réussi · Manqué · Réussi · Manqué |                       |  |

### Match de classement
| 15 juillet 2018 | TP Molunge (EUFMBA) | 2 - 1   | FC Renaissance (L1) | Stade Manika, Kolwezi                      |                                            |
| 11h30'(GMT)     | ?                   | (1 - 0) | ?                   | Spectateurs : 3 000 Diffuseur : RTNC Radio | Spectateurs : 3 000 Diffuseur : RTNC Radio |

### Finale
| Equipe 1 ·    |                |  |
| Titulaires :  |                |  |
|               |                |  |
|               | Gardien de but |  |
|               |                |  |
|               |                |  |
|               |                |  |
|               |                |  |
|               |                |  |
|               |                |  |
|               |                |  |
|               | Kitambala Bola |  |
|               |                |  |
|               |                |  |
|               |                |  |
| Remplaçants : |                |  |
|               |                |  |
|               |                |  |
|               |                |  |
|               |                |  |
|               |                |  |
|               |                |  |
|               |                |  |
|               |                |  |
| Entraîneur :  |                |  |
| Papy Kimoto   |                |  |

| Equipe 2 ·    |                    |  |
| Titulaires :  |                    |  |
|               |                    |  |
|               | Arsène Kambale     |  |
|               |                    |  |
|               |                    |  |
| 4             | Claude Semabo      |  |
|               |                    |  |
|               |                    |  |
|               |                    |  |
|               | Jonas Mumbere      |  |
|               | Serge Amani Kamumu |  |
|               |                    |  |
|               |                    |  |
|               |                    |  |
| Remplaçants : |                    |  |
|               |                    |  |
|               |                    |  |
|               |                    |  |
|               |                    |  |
|               |                    |  |
|               |                    |  |
|               |                    |  |
|               |                    |  |
| Entraîneur :  |                    |  |
| Guy Bukasa    |                    |  |

| Equipe 1 ·    |                |  |
| Titulaires :  |                |  |
|               |                |  |
|               | Gardien de but |  |
|               |                |  |
|               |                |  |
|               |                |  |
|               |                |  |
|               |                |  |
|               |                |  |
|               |                |  |
|               | Kitambala Bola |  |
|               |                |  |
|               |                |  |
|               |                |  |
| Remplaçants : |                |  |
|               |                |  |
|               |                |  |
|               |                |  |
|               |                |  |
|               |                |  |
|               |                |  |
|               |                |  |
|               |                |  |
| Entraîneur :  |                |  |
| Papy Kimoto   |                |  |

| Equipe 2 ·    |                    |  |
| Titulaires :  |                    |  |
|               |                    |  |
|               | Arsène Kambale     |  |
|               |                    |  |
|               |                    |  |
| 4             | Claude Semabo      |  |
|               |                    |  |
|               |                    |  |
|               |                    |  |
|               | Jonas Mumbere      |  |
|               | Serge Amani Kamumu |  |
|               |                    |  |
|               |                    |  |
|               |                    |  |
| Remplaçants : |                    |  |
|               |                    |  |
|               |                    |  |
|               |                    |  |
|               |                    |  |
|               |                    |  |
|               |                    |  |
|               |                    |  |
|               |                    |  |
| Entraîneur :  |                    |  |
| Guy Bukasa    |                    |  |

## Meilleur Buteurs
Le tableau suivant liste les joueurs selon le classement des buteurs :
| Rang | Joueur           | Club                    | Buts |
| ---- | ---------------- | ----------------------- | ---- |
| 1    | Serge Amani      | AS Nyuki                | 2    |
|      | Serge Amani      | AS Nyuki                | 1    |
|      | Abby Fazili      | AS Nyuki                | 1    |
|      | Jonas Malikidogo | AS Nyuki                | 1    |
|      | Peter Ikoyo      | FC Renaissance du Congo | 1    |
|      | Suleiman Kassim  | OC Bukavu Dawa          | 1    |
|      | Jonas Mumbere    | AS Nyuki                | 1    |
|      | Kitambala Bola   | JS Kinshasa             | 1    |

## Prix
Vainqueur : 100 000$,,

## Voir également
- Ligue 1 2017-2018